# Jerrold Northrop Moore
Jerrold Northrop Moore (Paterson, 1º marzo 1934 – 18 maggio 2024) è stato un musicologo e saggista statunitense naturalizzato britannico, noto soprattutto per una biografia e altri scritti sulla vita e la musica di Sir Edward Elgar. Fu anche un'autorità nella storia del grammofono.

## Biografia
Nato a Paterson, nel New Jersey,  studiò alla Yale University. Insegnò all'Università di Rochester dal 1958 al 1961 e fu curatore di registrazioni sonore storiche a Yale dal 1961 al 1970. Visse in Inghilterra dal 1970.
Ricevette la Elgar Society Medal, il più alto onore della Elgar Society, che riconosce artisti o studiosi che hanno contribuito in modo significativo nel decennio precedente o più al più ampio apprezzamento di Elgar e della sua musica. Il suo libro Edward Elgar: A Creative Life pubblicato per la prima volta nel 1984 venne continuamente stampato e insieme a quello di Michael Kennedy fu considerato una delle due biografie definitive di Elgar.

## Pubblicazioni principali

### Scritti su Elgar
- The Elgar Complete Edition (joint editor)
- An Elgar Discography (1963)
- Elgar: a Life in Photographs (1972–74)
- Elgar on Record (1974)
- Edward Elgar: A Creative Life (1984)
- Spirit of England: Edward Elgar in his World (1984)
- Elgar and his Publishers: Letters of a Creative Life, Vols. I and II (1987)
- Edward Elgar: the Windflower Letters (1989)
- Edward Elgar: Letters of a Lifetime (1990)
- Elgar: Child of Dreams (2004)[2][4]

### Altri scritti
- A Voice in Time: the Gramophone of Fred Gaisberg (1976)
- Music and Friends: Seven Decades of Letters to Adrian Boult (1979)
- Sound Revolutions: A Biography of Fred Gaisberg Founding Father of Commercial Sound Recording (1999)
- F. L. Griggs, 1876–1938: The Architecture of Dreams (2000)
- Vaughan Williams: a Life in Photographs (1992)
- Confederate Commissary General
- Historical sound recordings program at Yale University
- Philharmonic Jubilee 1932-1982[2][4]
- The Green Fuse: Pastoral Vision in English Art 1820-2000 (2006)